# Rudolf Krauss
Rudolf Krauß (* 14. März 1861 in Cannstatt; † 25. September 1945 in 	Stuttgart) war ein deutscher Literaturwissenschaftler und Geheimer Archivrat. 

## Leben
Seine Schwäbische Litteraturgeschichte wurde für die umfassende Würdigung literarischer Regionen und die Einbeziehung von Fachprosa im Zeichen eines erweiterten Literaturbegriffs wegweisend. Sein besonderes Augenmerk galt auch der Geschichte des Theaters in Stuttgart.
Der politisch liberale Krauß, ein Gegner des Nationalsozialismus, ist der Vater des Romanisten Werner Krauss (1900–1976).
Seit dem Sommersemester 1880 war er Mitglied der Studentenverbindung AV Igel Tübingen.

## Schriften (Auswahl)
Autor
- Schwäbische Litteraturgeschichte; in zwei Bänden. J. C. B. Mohr (Paul Siebeck), Freiburg i. B., Leipzig und Tübingen 1897–1899; Neuauflage Jürgen Schweier Verlag, Kirchheim unter Teck, 1975 und nochmals 2005, ISBN 3-921829-00-3.
- Modernes Schauspielbuch: Ein Führer durch die deutschen Theaterspielpläne der älteren Zeit, Stuttgart 1923 ff.
- Klassisches Schauspielbuch: Ein Führer durch die deutschen Theaterspielpläne der älteren Zeit, Stuttgart 1924 ff.
- Das sächsische Vogtland in der Bewegung von 1848 – 1850, Plauen 1935.

Herausgeber
- Eduard Mörike: Sämtliche Werke in sechs Teilen. 1905 ff.
- Deutsche Trostbriefe, Stuttgart 1920.